# Julius Grimm (Politiker)
Julius Grimm (* 26. November 1821 in Kassel; † 3. August 1911 in Wiesbaden) war ein deutscher Jurist und Politiker.

## Leben
Grimm ging auf ein Gymnasium in Kassel und studierte anschließend Rechtswissenschaften in Bonn, Marburg und Heidelberg. Während seines Studiums wurde er 1844 Mitglied der Burschenschaft Fridericia Bonn und 1845 der Bonner Burschenschaft Frankonia. 1848 wurde er zum Dr. iur. promoviert. 1851 wurde er außerordentlicher Jura-Professor in Bonn, dann von 1853 bis 1857 ordentlicher Professor in Basel. Im Anschluss war er bis 1868 als Syndikus und Generalsekretär der österreichischen Südbahngesellschaft tätig. Er war Mitgründer der Nationalliberalen Partei in Hessen-Nassau, gehörte ab 1893 deren Zentralvorstand an und wurde später deren Ehrenmitglied. 1882 war er an der Gründung des Deutschen Kolonialvereins beteiligt und gehörte von 1889 bis 1893 dem Preußischen Abgeordnetenhaus als Abgeordneter an.
Sein Bruder war Reichstagsabgeordnete Karl Grimm. Sein Sohn war der Schriftsteller Hans Grimm.